# Messier 28
Messier 28 (również M28, NGC 6626) – gromada kulista w konstelacji Strzelca. Została odkryta 27 lipca 1764 roku przez Charles’a Messiera.
Jest oddalona o około 17,9 tys. lat świetlnych od Ziemi oraz 8,8 tys. lat świetlnych od centrum Galaktyki. Jej jasność obserwowana wynosi 6,79m. Znajduje się w niej co najmniej 18 gwiazd zmiennych typu RR Lyrae, 1 typu W Virginis (okres zmienności 17 dni) i 1 gwiazda o długim okresie zmienności (prawdopodobnie typu RV Tauri).
Messier 28 jest drugą gromadą kulistą, w której odkryto pulsar milisekundowy. Jest on oznaczony PSR 1821-24, a jego okres obrotu wynosi 3,05 milisekundy.